# Nižnekamsk
Nižnekamsk (anche traslitterata come Nizhnekamsk; in tataro, Tübän Kama) è una città della Russia europea centro-orientale, situata a breve distanza dalla sponda sinistra del fiume Kama nella parte sudorientale della Repubblica Autonoma del Tatarstan; è capoluogo del Nižnekamskij rajon.
Città recente, fondata nel 1961 attorno ad un enorme complesso petrolchimico; cinque anni più tardi arrivò lo status di città. Questo comparto è, ancora al giorno d'oggi, il settore trainante dell'economia cittadina.

## Infrastrutture e trasporti

### Aereo
La città è facilmente raggiungibile da Mosca con i voli di linea diretti che collegano ogni giorno gli aeroporti internazionali Domodedovo e Vnukovo con l'aeroporto di Nižnekamsk.